# Groppello d'Adda
Groppello d'Adda (Groppell in dialetto milanese, AFI: [ˌɡruˈpɛl], e semplicemente Groppello fino al 1862) è una frazione del comune di Cassano d'Adda (parte della città metropolitana di Milano), di 3 211 abitanti.

## Storia
Sorge sulle sponde del naviglio Martesana, anche se è presumibile che l'abitato originario fosse ubicato sulla sponda destra del fiume Adda. Il paese, così come lo conosciamo, si formò tra il 1350 e il 1500 grazie alla costruzione del palazzo vescovile, sorto su un antico fortilizio dell'XI secolo.
Registrato agli atti del 1751 come un villaggio milanese di 360 abitanti saliti a 410 nel 1771, alla proclamazione del Regno d'Italia nel 1805 risultava avere ancora 410 residenti. Nel 1809 un regio decreto di Napoleone determinò la soppressione dell'autonomia municipale per annessione a Cassano, ma gli austriaci annullarono poi il provvedimento al loro ritorno. Il Comune di Groppello crebbe poi discretamente, tanto che nel 1853 risultò essere popolato da 784 anime, salite a 924 nel 1861. Fu infine un regio decreto di Vittorio Emanuele II nel 1869 a decidere la definitiva soppressione del municipio, riproponendo l'antico modello napoleonico annettendolo a Cassano.

## Monumenti e luoghi d'interesse

### Architetture religiose
La Chiesa di San Bartolomeo, originariamente sotto il titolo di Maria Addolorata, è sede di una parrocchia pluri-centenaria.

#### Cappella di Sant'Antonio
La cappella, la cui data di costruzione è ignota, benché quasi certamente collocata tra il 1632 e il 1638, data di affrescatura degli interni, è dedicata a Sant'Antonio da Padova.

##### Struttura
Misura 7,9 x 4,6 metri ed è dotata di una piccola sagrestia cubica attaccata al lato destro.
Internamente si presenta ad aula unica tripartita longitudinalmente con la fascia centrale leggermente più estesa delle due laterali.

##### Affreschi
Gli interni furono affrescati da Giovanni Mauro della Rovere, che lasciò la sua firma sotto il dipinto del miracolo della bilocazione, in cui Sant'Antonio si trovò contemporaneamente a Padova e a Lisbona, difendendo il padre dall'accusa di omicidio. Il cancelliere presente nel dipinto potrebbe essere un autoritratto del Fiamminghino.
Gli affreschi sono sette e raffigurano differenti scene della vita di Sant'Antonio da Padova.
Sopra l'altare è raffigurato l'abbraccio di Sant'Antonio al Bambino Gesù.

### Architetture civili

#### Palazzo arcivescovile
Il palazzo fu edificato da Carlo Borromeo su una precedente costruzione del 1018 e divenne una residenza arcivescovile fino ai primi del XX secolo. La mensa del palazzo venne ricostruita da Muttone nei primi decenni del settecento e nuovamente rifabbricata tra il 1748 e il 1755 da Carlo Giuseppe Merlo. Venne poi affidata all'opera Pia Tonolli e acquistata dalla parrocchia di San Bartolomeo nel 1958, ospitando per alcuni anni l'asilo e arrivando ai giorni nostri privo di destinazione.

### Altro

#### Ruota ad acqua

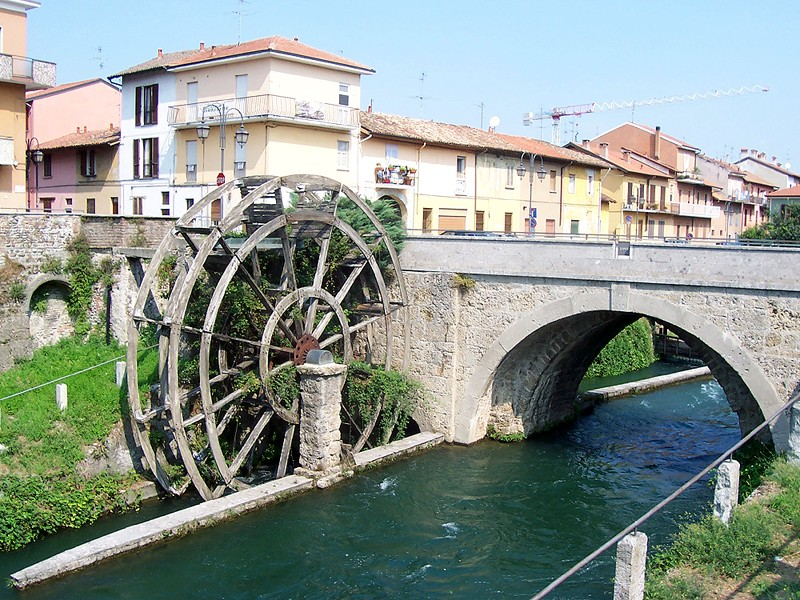
La noria di Groppello d'Adda

Presso il centro del paese, sulla sponda destra del Naviglio Martesana, si trova un'imponente ruota idraulica (popolarmente chiamata rudun) che si dice sia stata progettata da Leonardo Da Vinci in persona. Malgrado le apparenze la ruota non è un mulino, ma una noria.
La sua funzione infatti non è mai stata quella di macinare cereali o muovere macchinari, bensì quella di sollevare l'acqua del naviglio per poterla convogliare in un sistema di irrigazione.
Un parziale restauro effettuato negli anni novanta ha ripristinato il sistema di sollevamento dell'acqua, permettendo alla ruota di continuare a funzionare (per scopi prevalentemente didattici e rievocativi) fino all'alba del terzo millennio. La mancanza di manutenzione negli anni seguenti ha tuttavia pesantemente degradato la struttura, che nel 2008 giaceva così in rovina.
Nel 2009 è stato quindi effettuato un nuovo restauro con rimozione della ruota e ricollocazione della stessa completamente restaurata.
Il 24 dicembre dello stesso anno la ruota è rientrata in funzione.